# Biflabellotillus foveolatus
Biflabellotillus foveolatus là một loài bọ cánh cứng trong họ Cleridae. Loài này được miêu tả khoa học lần đầu tiên năm 1949 bởi Pic.